# ドーナツ盤型12cmCDコレクション
『ドーナツ盤型12cmCDコレクション』（ドーナツばんがた 12センチメートル シーディー・コレクション）は、南沙織のシングルコレクション（CD-BOX）の名称。2004年9月1日発売。発売元はソニー・ミュージックダイレクト。

## 解説
ソニーミュージックのインターネット・サイト「Sony Music Shop」上の復刻企画「オーダーメイドファクトリー」で、注文が規定数に達したことにより実現した完全受注生産CD-BOX。ドーナツ盤とは、レコード時代に「シングル」として採用されていた、中央の穴の大きいEPレコード盤の俗称。
1971年6月1日発売の歌手デビュー曲「17才」から、1978年10月21日発売の1970年代ラスト・シングル「グッバイガール」まで、全28枚をそれぞれ単独で復刻（よって全28枚組）。それらが特製ボックスに収められている。
「ドーナツ盤型8cmCDコレクション」も注文を受け付けていたが、8cmCD版は復刻に達しなかった。

## 収納作品
|    | タイトル                   | B面                   | 発売日   |
| 1  | 17才                       | 島の伝説              | 71.06.01 |
| 2  | 潮風のメロディ             | なぜかしら            | 71.10.01 |
| 3  | ともだち                   | いつか逢うひと        | 72.02.01 |
| 4  | 純潔                       | 素晴らしいひと        | 72.06.01 |
| 5  | 哀愁のページ               | 美しい娘たち          | 72.09.21 |
| 6  | 早春の港                   | 魚たちはどこへ        | 73.01.21 |
| 7  | 傷つく世代                 | 昨日の街から          | 73.05.01 |
| 8  | カリフォルニアの青い空     | 雨に消えた初恋        | 73.07.05 |
| 9  | 色づく街                   | 秋の午後              | 73.08.21 |
| 10 | ひとかけらの純情           | 透き通る夕暮れ        | 73.12.05 |
| 11 | バラのかげり               | この街にひとり        | 74.03.21 |
| 12 | 夏の感情                   | 愛の序曲              | 74.06.21 |
| 13 | 夜霧の街                   | 青春が終る日          | 74.09.21 |
| 14 | 女性                       | 人のあいだ            | 74.12.21 |
| 15 | 想い出通り                 | ご無沙汰              | 75.04.21 |
| 16 | 人恋しくて                 | ひとつぶの涙          | 75.08.01 |
| 17 | ひとねむり                 | おはようさん          | 75.11.21 |
| 18 | ふりむいた朝               | 気がむけば電話して    | 76.03.01 |
| 19 | 青春に恥じないように       | 窓灯り                | 76.05.31 |
| 20 | 哀しい妖精                 | 空色のインクで        | 76.09.01 |
| 21 | 愛はめぐり逢いから         | Good-bye My Yesterday | 76.11.21 |
| 22 | ゆれる午後                 | 春の愁い              | 77.03.01 |
| 23 | 街角のラブソング           | 青春の電車            | 77.07.21 |
| 24 | 木枯しの精                 | つぶやき              | 77.11.21 |
| 25 | 春の予感‐I've been mellow‐ | もどかしい夢          | 78.01.21 |
| 26 | 愛なき世代                 | 九月のエピソード      | 78.05.21 |
| 27 | Ms. （ミズ）               | さよならにかえて      | 78.08.21 |
| 28 | グッバイガール             | Good-bye Girl         | 78.10.21 |

## 関連作品
- Cynthia Memories
- CYNTHIA ANTHOLOGY
- Cynthia Premium
- CYNTHIA ALIVE